# NNN6:30きょうのニュース
『NNN6:30きょうのニュース』（エヌエヌエヌ ろくさんまる きょうのニュース）は、日本テレビ系列（NNN）で1984年4月2日から1986年9月27日まで放送されていた夕方の総合ニュース番組である。
放送時刻は月曜日から金曜日まで18:30 - 18:55、土曜日は18:30 - 18:50（JST）。

## 歴代のメインキャスター
| 期間 | 期間      | 平日     | 平日      | 土曜日                       |
| 期間 | 期間      | 男性     | 女性      | 土曜日                       |
| --- | --------- | -------- | --------- | ---------------------------- |
| 1984.4.2 | 1985.3.30 | 久保晴生 | 荻原弘子1 | 本多当一郎1・2・3 青尾幸1・2 |
| 1985.4.1 | 1986.3.29 | 久保晴生 | 大島典子  | 本多当一郎1・2・3 青尾幸1・2 |
| 1986.3.31 | 1986.9.27 | 舛方勝宏 | 大島典子  | 本多当一郎1・2・3 青尾幸1・2 |
| - 1 『NNN JUST NEWS』から続投。 - 2 『NNN日曜夕刊』を兼務。『NNNライブオンネットワーク』も続投。 - 3 『NNN昼のニュース』を兼務。 |           |          |           |                              |

## オープニング
- まず、ブルーバックで「6:30」とデジタル時計が写され、ズームダウンして「NNN 6:30 きょうの」と出され、その後画面の下の部分に「ニュース」という文字が出てくる。ヘッドラインはなく、キャスター挨拶の後早速本編となっていたが、久保・大島コンビに代わってからはヘッドラインを3項目流し、キャスターの挨拶に入る、という流れに変わった。なお編成の都合で6:30（18:30）スタートでなくなったときは、デジタル時計部分がスタート時刻に直されていた。
- 土曜は「こんばんは」の後、本多当一郎・青尾幸のいずれかが「6時半になりました」と言って始まっていた（1989年9月30日まで後継番組の土曜『NNNライブオンネットワーク』『NNNニュースプラス1』でも使われていた）。

## 主なコーナー
- 列島事件簿 - 前身番組の『JUST NEWS』から継続。NNN系列のカメラが撮影した事件・事故の映像をリレーで紹介。『JUST NEWS』では月曜 - 木曜の放送だったが、『きょうのニュース』になってからは金曜まで延長。
- 熱中先生 - 小学校・中学校・高等学校の教師のうち、番組が厳選取材した「いま一番輝いている先生」を紹介。
- 健康と医学 - 土曜。

## ネット局
系列は当番組終了時（1986年9月）のもの。
| 放送対象地域  | 放送局         | 系列                          | 備考                  |
| ------------- | -------------- | ----------------------------- | --------------------- |
| 関東広域圏    | 日本テレビ     | 日本テレビ系列                | 制作・幹事局          |
| 北海道        | 札幌テレビ     | 日本テレビ系列                |                       |
| 青森県        | 青森放送       | 日本テレビ系列 テレビ朝日系列 |                       |
| 岩手県        | テレビ岩手     | 日本テレビ系列                |                       |
| 宮城県        | ミヤギテレビ   | 日本テレビ系列                |                       |
| 秋田県        | 秋田放送       | 日本テレビ系列                |                       |
| 山形県        | 山形放送       | 日本テレビ系列 テレビ朝日系列 |                       |
| 福島県        | 福島中央テレビ | 日本テレビ系列                |                       |
| 山梨県        | 山梨放送       | 日本テレビ系列                |                       |
| 新潟県        | テレビ新潟     | 日本テレビ系列                |                       |
| 静岡県        | 静岡第一テレビ | 日本テレビ系列                |                       |
| 富山県        | 北日本放送     | 日本テレビ系列                |                       |
| 福井県        | 福井放送       | 日本テレビ系列                |                       |
| 中京広域圏    | 中京テレビ     | 日本テレビ系列                |                       |
| 近畿広域圏    | 読売テレビ     | 日本テレビ系列                |                       |
| 鳥取県 島根県 | 日本海テレビ   | 日本テレビ系列                |                       |
| 広島県        | 広島テレビ     | 日本テレビ系列                |                       |
| 山口県        | 山口放送       | 日本テレビ系列 テレビ朝日系列 |                       |
| 徳島県        | 四国放送       | 日本テレビ系列                |                       |
| 岡山県 香川県 | 西日本放送     | 日本テレビ系列                |                       |
| 愛媛県        | 南海放送       | 日本テレビ系列                |                       |
| 高知県        | 高知放送       | 日本テレビ系列                |                       |
| 福岡県        | 福岡放送       | 日本テレビ系列                |                       |
| 熊本県        | 熊本県民テレビ | 日本テレビ系列                |                       |
| 鹿児島県      | 鹿児島テレビ   | フジテレビ系列 日本テレビ系列 | 1985年3月30日打ち切り |

## 備考
- 当時の『NNN昼のニュース』『NNN日曜夕刊』『NNNニューススポット』『NNNきょうの出来事』と同じく左上か右上に見出しを出していた（土曜の『NNNライブオンネットワーク』『NNNニュースプラス1』（1990年3月31日まで）も同様）。
- 土曜・『NNN日曜夕刊』は平日と別のセットを使用していた。
- 提供クレジット時とエンディング兼後クレとでは同じ曲が使われていた（使われるパートは別々）。なおエンディングは平日と土曜ではメロディが多少異なっていた。
- 平日の本編エンディングではハワイアンアコースティックな曲が使われていた。
- 月曜から金曜のヘッドラインのBGMは久石譲「α・BET・CITY」（アルバムα-BET-CITY収録）。カネボウの化粧品『XANAX』のCMでも使われていた。
- 山形放送ではローカルニュース枠もこれを放送していた時代は『YBC6:00きょうのニュース』のタイトルを使用していた。
- 鹿児島テレビでは1985年3月30日放送分をもって放送を終了した（昼と夕方のニュース枠を交換するため。それまでの昼FNN・夕方NNNを、1985年4月1日から昼NNN・夕方FNNに改編）。また、同じく日テレ系列の『NNN日曜夕刊』・『独占!!スポーツ情報』も、時を同じくして1985年3月31日放送分をもって放送が打ち切られた。

| 日本テレビおよびNNN系列 平日・土曜夕方のNNNニュース | 日本テレビおよびNNN系列 平日・土曜夕方のNNNニュース | 日本テレビおよびNNN系列 平日・土曜夕方のNNNニュース |
| 前番組                                              | 番組名                                              | 次番組                                              |
| --------------------------------------------------- | --------------------------------------------------- | --------------------------------------------------- |
| NNN JUST NEWS                                       | NNN6:30きょうのニュース                             | NNNライブオンネットワーク                           |